# Campeonato Paraibano 1995
In 1995 werd het 85ste Campeonato Paraibano gespeeld voor voetbalclubs uit de Braziliaanse staat Paraíba. De competitie werd georganiseerd door de Federação Paraibana de Futebol en werd gespeeld van 12 maart tot 20 augustus. Santa Cruz werd kampioen. 

## Eerste toernooi

### Eerste fase

#### Groep A
| Plaats | Club         | Wed. | W | G | V | Saldo | Ptn. |
| ------ | ------------ | ---- | - | - | - | ----- | ---- |
| 1.     | Santa Cruz   | 10   | 7 | 2 | 1 | 26:6  | 23   |
| 2.     | Botafogo     | 10   | 6 | 1 | 3 | 20:11 | 19   |
| 3.     | Campinense   | 10   | 4 | 1 | 5 | 13:11 | 13   |
| 4.     | Socremo      | 10   | 4 | 1 | 5 | 10:20 | 13   |
| 5.     | Vila Branca  | 10   | 3 | 3 | 4 | 9:14  | 12   |
| 6.     | Auto Esporte | 10   | 1 | 2 | 7 | 3:19  | 5    |

|  | Geplaatst voor tweede fase |

#### Groep B
| Plaats | Club              | Wed. | W | G | V | Saldo | Ptn. |
| ------ | ----------------- | ---- | - | - | - | ----- | ---- |
| 1.     | Sousa             | 10   | 5 | 3 | 2 | 20:8  | 18   |
| 2.     | Esporte           | 10   | 4 | 6 | 0 | 12:8  | 18   |
| 3.     | Atlético          | 10   | 4 | 3 | 3 | 14:9  | 15   |
| 4.     | Nacional de Patos | 10   | 3 | 5 | 2 | 11:10 | 14   |
| 5.     | Sociedade         | 10   | 2 | 3 | 5 | 13:19 | 9    |
| 6.     | Mil Réis          | 10   | 1 | 2 | 7 | 10:26 | 5    |

|  | Geplaatst voor tweede fase |

### Tweede fase
| Plaats | Club       | Wed. | W | G | V | Saldo | Ptn. |
| ------ | ---------- | ---- | - | - | - | ----- | ---- |
| 1.     | Sousa      | 6    | 2 | 2 | 2 | 11:9  | 8    |
| 2.     | Santa Cruz | 6    | 1 | 5 | 0 | 4:2   | 8    |
| 3.     | Botafogo   | 6    | 1 | 4 | 1 | 8:6   | 7    |
| 4.     | Esporte    | 6    | 1 | 3 | 2 | 2:8   | 6    |

|  | Geplaatst voor derde toernooi |

## Tweede toernooi

### Eerste fase

#### Groep A
| Plaats | Club         | Wed. | W | G | V | Saldo | Ptn. |
| ------ | ------------ | ---- | - | - | - | ----- | ---- |
| 1.     | Botafogo     | 10   | 6 | 1 | 3 | 15:10 | 19   |
| 2.     | Santa Cruz   | 10   | 4 | 2 | 4 | 14:13 | 14   |
| 3.     | Vila Branca  | 10   | 3 | 5 | 2 | 11:11 | 14   |
| 4.     | Socremo      | 10   | 3 | 4 | 3 | 12:12 | 13   |
| 5.     | Auto Esporte | 10   | 3 | 2 | 5 | 12:14 | 11   |
| 6.     | Campinense   | 10   | 3 | 2 | 5 | 6:10  | 11   |

|  | Geplaatst voor tweede fase |

#### Groep B
| Plaats | Club              | Wed. | W | G | V | Saldo | Ptn. |
| ------ | ----------------- | ---- | - | - | - | ----- | ---- |
| 1.     | Nacional de Patos | 10   | 6 | 2 | 2 | 15:7  | 20   |
| 2.     | Esporte           | 10   | 5 | 4 | 1 | 22:11 | 19   |
| 3.     | Sousa             | 10   | 6 | 0 | 4 | 24:16 | 18   |
| 4.     | Sociedade         | 10   | 5 | 1 | 4 | 13:13 | 16   |
| 5.     | Atlético          | 10   | 2 | 3 | 5 | 10:15 | 9    |
| 6.     | Mil Réis          | 10   | 0 | 2 | 8 | 8:30  | 2    |

|  | Geplaatst voor tweede fase |

### Tweede fase
| Plaats | Club              | Wed. | W | G | V | Saldo | Ptn. |
| ------ | ----------------- | ---- | - | - | - | ----- | ---- |
| 1.     | Santa Cruz        | 6    | 5 | 1 | 0 | 16:2  | 16   |
| 2.     | Nacional de Patos | 6    | 3 | 1 | 2 | 6:11  | 10   |
| 3.     | Botafogo          | 6    | 2 | 0 | 4 | 10:11 | 6    |
| 4.     | Esporte           | 6    | 1 | 0 | 5 | 8:16  | 3    |

|  | Geplaatst voor derde toernooi |

## Totaalstand
| Plaats | Club              | Wed. | W  | G  | V  | Saldo | Ptn. |
| ------ | ----------------- | ---- | -- | -- | -- | ----- | ---- |
| 1.     | Botafogo          | 20   | 12 | 2  | 6  | 35:21 | 38   |
| 2.     | Santa Cruz        | 20   | 11 | 4  | 5  | 40:19 | 37   |
| 3.     | Esporte           | 20   | 9  | 10 | 1  | 34:19 | 37   |
| 4.     | Sousa             | 20   | 11 | 3  | 6  | 44:24 | 36   |
| 5.     | Nacional de Patos | 20   | 9  | 7  | 4  | 26:17 | 34   |
| 6.     | Socremo           | 20   | 7  | 5  | 8  | 22:32 | 26   |
| 7.     | Vila Branca       | 20   | 6  | 8  | 6  | 20:25 | 26   |
| 8.     | Sociedade         | 20   | 7  | 4  | 9  | 26:32 | 25   |
| 9.     | Campinense        | 20   | 7  | 3  | 10 | 19:21 | 24   |
| 10.    | Atlético          | 20   | 6  | 6  | 8  | 24:24 | 24   |
| 11.    | Auto Esporte      | 20   | 4  | 4  | 12 | 15:33 | 16   |
| 12.    | Mil Réis          | 20   | 1  | 4  | 15 | 18:56 | 7    |

|  | Geplaatst voor derde toernooi als toernooiwinnaar    |
|  | Geplaatst voor derde toernooi als beste niet-winnaar |
|  | Degradatie                                           |

## Derde toernooi
| Plaats | Club       | Wed. | W | G | V | Saldo | Ptn. |
| ------ | ---------- | ---- | - | - | - | ----- | ---- |
| 1.     | Santa Cruz | 6    | 5 | 0 | 1 | 10:2  | 16   |
| 2.     | Sousa      | 6    | 3 | 1 | 2 | 5:6   | 11   |
| 3.     | Botafogo   | 6    | 2 | 1 | 3 | 4:6   | 7    |
| 4.     | Esporte    | 6    | 1 | 0 | 5 | 4:9   | 3    |

|  | Kampioen |

### Kampioen
| Campeonato Paraibano de 1995   |
| Paraiba                        |
| ------------------------------ |
| SANTA CRUZ Kampioen (1° titel) |